# ذا ديلي بيست
ذا ديلي بيست (بالإنجليزية: The Daily Beast)‏ موقع أخبار ورأي أمريكي أسسته تينا براون (المحررة السابقة لفانيتي فير وذا نيويوركر) أُطلق في 6 أكتوبر 2008 وتملكه شركة آي إي سي. أُخذ اسم الموقع من الصحيفة الخيالية في رواية سكوب [الإنجليزية] لإيفلين وو.
في 12 نوفمبر 2010 أعلن ذا ديلي بيست ونيوزويك صفحة دمج نتج عنها شركة تجمعهما وهي شركة نيوزويك ديلي بيست [الإنجليزية].
من الكتاب المتكررين للموقع فاطمة بوتو ورضا أصلان وكونداليزا رايز وتوني بلير.

## روابط خارجية
- ذا ديلي بيست على موقع الموسوعة البريطانية (الإنجليزية)
- ذا ديلي بيست على موقع روتن توميتوز (الإنجليزية)